# Jairampur
Jairampur é uma vila no distrito de Changlang, no estado indiano de Arunachal Pradexe.

## Demografia
Segundo o censo de 2001, Jairampur tinha uma população de 5918 habitantes. Os indivíduos do sexo masculino constituem 57% da população e os do sexo feminino 43%. Jairampur tem uma taxa de literacia de 71%, superior à média nacional de 59,5%: a literacia no sexo masculino é de 77% e no sexo feminino é de 64%. Em Jairampur, 15% da população está abaixo dos 6 anos de idade.